# Ethobunus tenuis
Ethobunus tenuis is een hooiwagen uit de familie Zalmoxioidae.